# Hassan Saïd Khaireh
Hassan Saïd Khaireh est un homme politique djiboutien, responsable du Service de documentation et de sécurité depuis 1985 et chef de la sécurité nationale depuis 2003.je m'a pelle Mahad Robleh Mahamoud.j suis étudiante  j' ai m'a hbt Hayableh j' travail ps es dans mw travail mousseur Hassan Saïd khaireh voilà mon numéro 77336924  

## Biographie
En 1971, il s’engage dans la police nationale française où il reste jusqu'à l'indépendance de Djibouti en 1977.
Il fait à cette époque partie de l'entourage du futur chef de l'État djiboutien, Ismaïl Omar Guelleh. En 1978, il est l'un des premiers fonctionnaires affectés au Service de documentation et de sécurité (SDS), créé la même année, et dont il devient le numéro deux.
En 1985, il succède à son mentor Ismaïl Omar Guelleh à la tête du service de renseignement, nommé pour sa part chef de cabinet du président Hassan Gouled Aptidon. 
En 1999, le président Ismaïl Omar Guelleh, une fois élu, le maintient à son poste et le nomme en outre chef de la Sécurité nationale.
En 2003, il était marié et père de trois enfants.
À Djibouti, Hassan Saïd Khaireh est le chef de la Sécurité nationale.
- Entré dans la police à l’âge de 20 ans, à la fin de l’époque coloniale, il fait la connaissance d’IOG, alors inspecteur, avant de le suivre au Service de documentation et de sécurité (SDS), puis d’en prendre la tête en 1985.